# Regulamin tłoczni win
Regulamin tłoczni win (ang. The Cider House Rules) – szósta powieść amerykańskiego pisarza Johna Irvinga, wydana w 1985 roku. W 1999 roku została zekranizowana. 
Tytuł powieści przetłumaczono niefortunnie na język polski jako „Regulamin tłoczni win”, chociaż z jej treści wynika jasno, że główny bohater najmuje się w młodości do pracy w sadach, które część zebranych jabłek przeznaczają na produkcję cydru, a nie wina jabłkowego.
Książka opowiada historię Homera Wellsa, który wychowany w sierocińcu spędza dzieciństwo będąc asystentem dr. Wilbura Larcha. Powieść porusza tematy aborcji, prostytucji, skutków gwałtu i wychowywania dzieci w sierocińcu. 
W Polsce została po raz pierwszy wydana w 1995 roku nakładem wydawnictwa Czytelnik w przekładzie Magdaleny Moltzan-Małkowskiej. Wydanie liczyło 643 strony (ISBN 83-07-02472-2). Książka została wznowiona w 2000 i 2006 roku przez wydawnictwo Prószyński i S-ka; wydanie z 2000 roku liczyło 720 stron (ISBN 83-7255-697-0); wydanie z 2006 liczyło 542 strony (ISBN 978-83-7469-434-6) i została wprowadzona na rynek w ramach cyklu Biblioteczka Interesującej Prozy. 

## Ekranizacja
W 1999 roku książka została zekranizowana przez szwedzkiego reżysera Lasse Hallströma. W Polsce ukazał się pod tytułem Wbrew regułom; główne role zagrali Tobey Maguire i Charlize Theron. Scenariusz napisał autor powieści i otrzymał za niego Oscara.